# Rajdowe Mistrzostwa Europy 1978

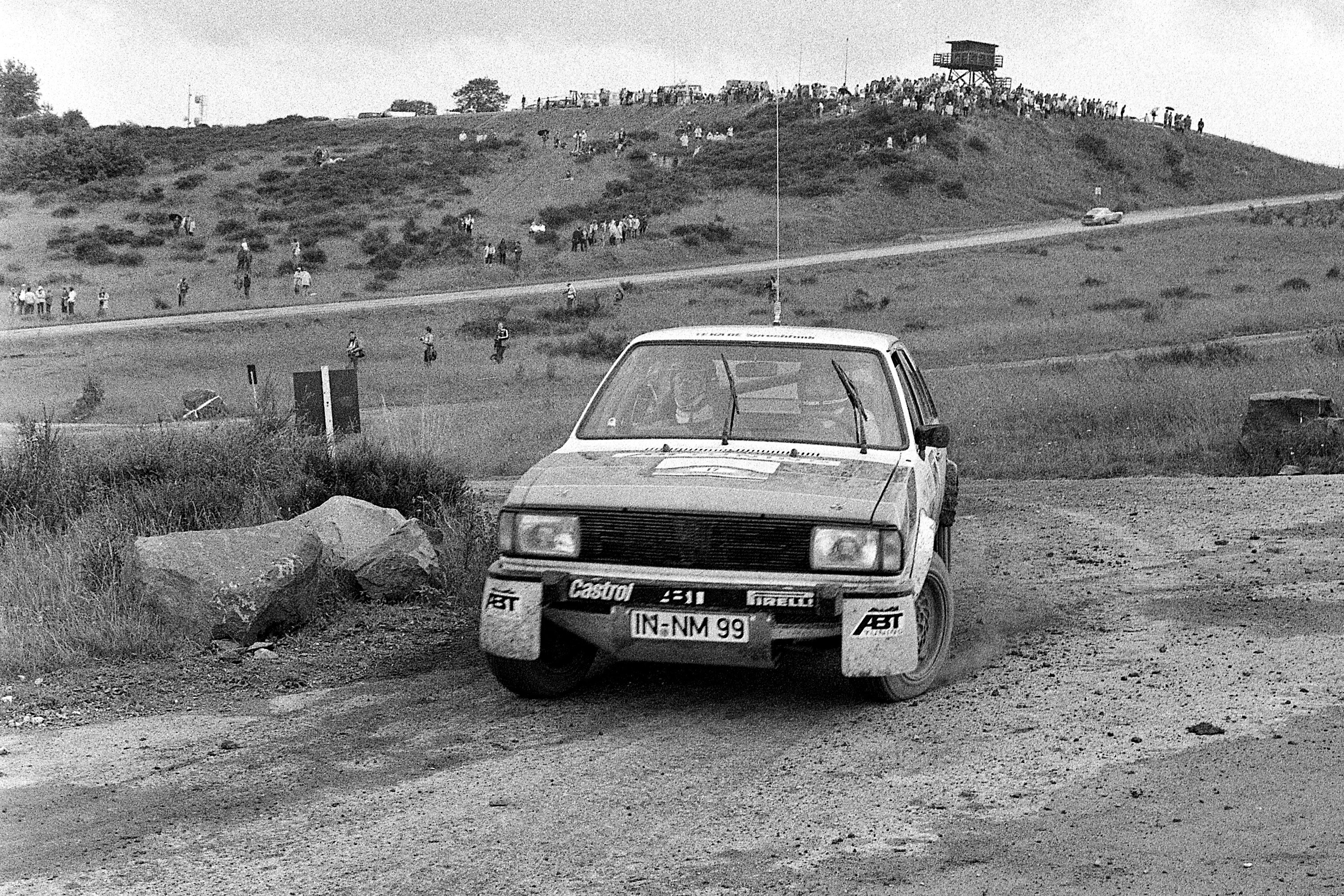
11. Int. AvD/STH-Hunsrück Rallye

Sezon Rajdowych Mistrzostw Europy 1978 był 26. sezonem Rajdowych Mistrzostw Europy (FIA European Rally Championship). Składał się z 48 rajdów, o różnych współczynnikach (1, 2, 3, 4), rozgrywanych w Europie.

## Kalendarz
W sezonie 1978 do mistrzostw Europy zaliczane było 48 rajdów, o różnym stopniu punktacji w ERC, rajdy z najwyższym współczynnikiem – 4, były punktowane najwyżej, potem rajdy o współczynniku 3, 2 i 1
| Runda | Data                         | Nazwa rajdu                                           | Zwycięzca           | Wsp. rajdu | Wyniki |
| ----- | ---------------------------- | ----------------------------------------------------- | ------------------- | ---------- | ------ |
| 1     | 13–15 stycznia               | 9. Rajd Jänner                                        | Wolfgang Šulc       | 1          | Wynik  |
| 2     | 3–5 lutego                   | 13. Rajd Arktyczny                                    | Ari Vatanen         | 4          | Wyniki |
| 3     | 3–5 lutego                   | 21. Boucles de Spa                                    | Jean-Louis Dumont   | 1          | Wyniki |
| 4     | 10–12 lutego                 | 8. Henley Forklift Galway International Rally         | John Taylor         | 2          | Wyniki |
| 5     | 17–19 lutego                 | 26. Rally Costa Brava                                 | Antonio Carello     | 3          | Wyniki |
| 6     | 17–19 lutego                 | 23. Hankiralli                                        | Pentti Airikkala    | 2          | Wyniki |
| 7     | 24–26 lutego                 | Sachs Winter Rallye 1978                              | Reinhard Hainbach   | 2          | Wyniki |
| 8     | 18–19 marca                  | 9. Critérium de International Saint-Amand-les-Eaux    | odwołany            | 1          | –      |
| 9     | 24–26 marca                  | 62. Targa Florio Rally                                | Antonio Carello     | 2          | Wyniki |
| 10    | 24–28 lutego                 | 39. Benson & Hedges Circuit of Ireland                | Russell Brookes     | 3          | Wyniki |
| 11    | 30 marca – 2 kwietnia        | 12. YU Rally                                          | Svatopluk Kvaizar   | 1          | Wyniki |
| 12    | 30–31 marca                  | Rallye de Lugano                                      | odwołany            | 2          | –      |
| 13    | 7–9 kwietnia                 | 22. ARBÖ Rally                                        | Franz Wittmann sen. | 1          | Wyniki |
| 14    | 15–16 kwietnia               | 7. Int. ADAC-Dynavit-Saarland Rallye                  | Walter Röhrl        | 1          | Wyniki |
| 15    | 28–30 kwietnia               | 9. Criterium Lucien Bianchi                           | Gilbert Staepelaere | 2          | Wyniki |
| 16    | 4–6 maja                     | 11. Rallye dell’Isola d’Elba                          | Adartico Vudafieri  | 2          | Wyniki |
| 17    | 5–7 maja                     | 27. Internationale Gulf Tulpenrallye                  | Russell Brookes     | 2          | Wyniki |
| 18    | 7–8 maja                     | 21. Critérium Alpin                                   | Bernard Darniche    | 3          | Wyniki |
| 19    | 7–8 maja                     | 15. Western Mail Phonepower International Welsh Rally | Hannu Mikkola       | 2          | Wyniki |
| 20    | 19–21 maja                   | 24. Rallye de Lorraine                                | Bernard Darniche    | 1          | Wyniki |
| 21    | 19–21 maja                   | 8. Rally 4 Regioni                                    | Antonio Carello     | 3          | Wyniki |
| 22    | 26–27 maja                   | 3. South Swedish Rally                                | Björn Waldegård     | 1          | Wyniki |
| 23    | 26–27 maja                   | 27. ADAC Rallye Hessen – Rally Deutschland            | Reinhard Hainbach   | 2          | Wyniki |
| 24    | 3–7 czerwca                  | 33. Scottish Rally                                    | Hannu Mikkola       | 4          | Wyniki |
| 25    | 2–4 czerwca                  | 7. Omloop van Haspengouw                              | Gilbert Staepelaere | 1          | Wyniki |
| 26    | 11–13 czerwca                | 9. Rally Albena – Zlatni Piassatzi                    | Franz Wittmann sen. | 3          | Wyniki |
| 27    | 16–18 czerwca                | 13. Rallye d’Antibes                                  | Bernard Darniche    | 3          | Wyniki |
| 28    | 16–18 czerwca                | 7. Castrol Donegal International Rally                | Ari Vatanen         | 1          | Wyniki |
| 29    | 23–25 czerwca                | 14. Ypres 24 Hours Rally                              | Tony Pond           | 3          | Wyniki |
| 30    | 30 czerwca – 2 lipca         | 5. Rallye Škoda                                       | Jiří Šedivý         | 1          | Wyniki |
| 31    | 1–3 lipca                    | 14. Rally del Friuli – Alpi Orientali                 | Antonio Carello     | 2          | Wyniki |
| 32    | 6–9 lipca                    | 38. Rajd Polski                                       | Antonio Zanini      | 4          | Wyniki |
| 33    | 21–23 lipca                  | 11. Int. AvD/STH-Hunsrück Rallye                      | Walter Röhrl        | 2          | Wyniki |
| 34    | 28–30 lipca                  | 13. Danube Rally                                      | Franz Wittmann sen. | 2          | Wyniki |
| 35    | 11–13 sierpnia               | 17. Int. Taurus Rally                                 | Attila Ferjáncz     | 1          | Wyniki |
| 36    | 1–3 września                 | 15. Rallye Internazionale San Martino di Castrozza    | odwołany            | 4          | –      |
| 37    | 7–9 września                 | 15. Int. Sachs Rallye Baltic                          | Jan Mortensen       | 2          | Wyniki |
| 38    | 9–11 września                | 3. Halkidiki Rally                                    | Antonio Carello     | 3          | Wyniki |
| 39    | 15–16 września               | 16. Mopar Manx International Trophy Rally             | Tony Pond           | 2          | Wyniki |
| 40    | 16–21 września               | 37. Tour de France Automobile                         | Michèle Mouton      | 4          | Wyniki |
| 41    | 22–24 września               | Rallye Firestone                                      | odwołany            | ?          | –      |
| 42    | 29 września – 1 października | 6. Cyprus International Rally                         | Roger Clark         | 3          | Wyniki |
| 43    | 6–8 października             | 16. Międzynarodowy Rajd Warszawski „Polskiego Fiata”  | Gilbert Staepelaere | 2          | Wyniki |
| 44    | 13–15 października           | 21. ÖASC Rallye                                       | Antonio Carello     | 2          | Wyniki |
| 45    | 14–15 października           | 11. Criterium de la Châtaigne                         | Bernard Darniche    | 1          | Wyniki |
| 46    | 20–22 października           | 26. RACE de España                                    | Antonio Carello     | 4          | Wyniki |
| 47    | 2–5 listopada                | 8. Volta ao Algarve                                   | Carlos Torres       | 2          | Wyniki |
| 48    | 25–25 listopada              | 4. Bogazici Rallisi                                   | Gilbert Staepelaere | 1          | Wyniki |

## Klasyfikacja kierowców[1]
Tabela obejmuje tylko pierwszą dziesiątkę zawodników. Uwzględniono tylko rajdy z najwyższym współczynnikiem (4) z wyjątkiem odwołanego Rallye Internazionale San Martino di Castrozza. W mistrzostwach punktowane było pierwsze dziesięć miejsc, zawodników zarejestrowanych w ERC w stosunku: 20, 15, 12, 10, 8, 6, 4, 3, 2, 1 pkt. Następnie zdobyta liczba punktów mnożona była przez współczynnik rajdu (od 1 do 4).
| Msc. | Kierowca            | FIN | GBR | POL | FRA | ESP | Punkty |
| ---- | ------------------- | --- | --- | --- | --- | --- | ------ |
| 1.   | Antonio Carello     |     |     |     |     | 1   | 416    |
| 2.   | Franz Wittmann      |     |     | 2   |     | NU  | 294    |
| 3.   | Gilbert Staepelaere |     |     |     |     | 5   | 241    |
| 4.   | Roger Clark         |     | 3   |     |     |     | 188    |
| 5.   | Michèle Mouton      |     |     |     | 1   |     | 164    |
| 6.   | Bernard Darniche    |     |     |     | NU  |     | 160    |
| 7.   | Markku Alén         | 3   | NU  |     |     |     | 138    |
| 8.   | Adartico Vudafieri  |     |     |     |     |     | 135    |
| 9.   | Russell Brookes     |     | 7   |     |     |     | 132    |
| 10.  | Antonio Zanini      |     |     | 1   |     | NU  | 125    |

| Kolor     | Opis                   |
| --------- | ---------------------- |
| Złoty     | Zwycięzca              |
| Srebrny   | 2. miejsce             |
| Brązowy   | 3. miejsce             |
| Zielony   | Punktowane miejsce     |
| Niebieski | Ukończył nie punktował |
| Fioletowy | Nie ukończył NU        |
| Czarny    | Wykluczony X           |
| Biały     | Nie wystartował NW     |
| Puste     | Nie brał udziału       |

| Msc. | Kierowca            | FIN | GBR | POL | FRA | ESP | Punkty |
| ---- | ------------------- | --- | --- | --- | --- | --- | ------ |
| 1.   | Antonio Carello     |     |     |     |     | 1   | 416    |
| 2.   | Franz Wittmann      |     |     | 2   |     | NU  | 294    |
| 3.   | Gilbert Staepelaere |     |     |     |     | 5   | 241    |
| 4.   | Roger Clark         |     | 3   |     |     |     | 188    |
| 5.   | Michèle Mouton      |     |     |     | 1   |     | 164    |
| 6.   | Bernard Darniche    |     |     |     | NU  |     | 160    |
| 7.   | Markku Alén         | 3   | NU  |     |     |     | 138    |
| 8.   | Adartico Vudafieri  |     |     |     |     |     | 135    |
| 9.   | Russell Brookes     |     | 7   |     |     |     | 132    |
| 10.  | Antonio Zanini      |     |     | 1   |     | NU  | 125    |

| Kolor     | Opis                   |
| --------- | ---------------------- |
| Złoty     | Zwycięzca              |
| Srebrny   | 2. miejsce             |
| Brązowy   | 3. miejsce             |
| Zielony   | Punktowane miejsce     |
| Niebieski | Ukończył nie punktował |
| Fioletowy | Nie ukończył NU        |
| Czarny    | Wykluczony X           |
| Biały     | Nie wystartował NW     |
| Puste     | Nie brał udziału       |